# Winklarn (Austria)
Winklarn – gmina w Austrii, w kraju związkowym Dolna Austria, w powiecie Amstetten, w rejonie Mostviertel. Według Austriackiego Urzędu Statystycznego liczyła 1 513 mieszkańców (1 stycznia 2014).

## Współpraca
Miejscowość partnerska:
- Winklarn, Niemcy